# Maurits Cornelis Escher
Acest articol se referă la graficianul și artistul plastic neerlandez M. C. Escher. Pentru alte utilizări ale numelui de familie, a se vedea pagina Escher.
Maurits Cornelis Escher (pronunție: [ˈmʌurɪt͡s kɔrˈneːlɪs ˈɛʃər]), cunoscut și după inițialele sale, M. C. Escher (n. 17 iunie 1898, Leeuwarden, Provincia Frizia, Țările de Jos – d. 27 martie 1972, Laren, Olanda de Nord, Țările de Jos), a fost un artist plastic, gravor și grafician neerlandez. A locuit mult timp la Haga, Țările de Jos, unde a fost deschis un muzeu în cinstea sa, Muzeul Escher.
Cele mai cunoscute lucrări ale sale au ca punct de plecare obiecte imposibile și iluzii optice. A murit în 1972.

### Multimedia
- Escher, M. C. The Fantastic World of M. C. Escher, Video collection of examples of the development of his art, and interviews, Director, Michele Emmer.